# Prager gelehrte Nachrichten
Prager gelehrte Nachrichten (v češtině Pražské učené zprávy) byl první přírodovědecký časopis v českých zemích, který vycházel v letech 1771–1772. Vycházel převážně v německém jazyce v Praze jako týdeník, neměl však dlouhého trvání.

## Začátky
U jeho zrodu stál mineralog a geolog rakouského původu Ignác Antonín Born, který časopis poté vydával a stal se hlavní postavou tohoto časopisu, do časopisu přispívali i ostatní lidé – profesoři a studenti, organizovaní v Učené společnosti., pozdější Královské české společnosti nauk.

## Obsah časopisu
Časopis se zaměřoval hlavně na vědeckou problematiku. Hlavní zájem se v časopise kladl na přírodovědné a společenské vědy, na svobodné vědecké bádání. Obsahoval plno materiálů, referátů a kritických článků z těchto oblastí. Obsahoval také plno tezí, např. o přírodovědeckých a uměleckých sbírek a jejich významu, i díky těmto tezím bylo vytvořeno první muzeum přírodnin, pro které nalezl Ignác Antonín Born místo v pražském Klementinu.
Časopis měl ale i své odpůrce. V roce 1772 ukončil svou činnost.